# Institut Nacional Estatunidenc d'Estàndards
L'Institut Nacional Estatunidenc d'Estàndards (ANSI, per les seves sigles en anglès: American National Standards Institute) és una organització sense ànim de lucre que supervisa el desenvolupament d'estàndards per a productes, serveis, processos i sistemes als Estats Units. ANSI és membre de l'Organització Internacional per a l'Estandardització (ISO) i de la Comissió Electrotècnica Internacional (International Electrotechnical Commission, IEC). La seu de l'organització està situada a Washington.
L'organització també coordina estàndards del país estatunidenc amb estàndards internacionals, de tal manera que els productes d'aquest país puguin usar-se a tot el món. Per exemple, els estàndards asseguren que la fabricació d'objectes quotidians, com poden ser les càmeres fotogràfiques, es realitzi de tal forma que aquests objectes puguin usar complements fabricats en qualsevol part del món per empreses alienes al fabricant original. D'aquest manera, i seguint amb l'exemple de la càmera fotogràfica, la gent pot comprar rodets fotogràfics independentment del país on es trobi i del seu proveïdor.
Aquesta organització aprova estàndards que s'obtenen com a fruit del desenvolupament de temptatives d'estàndards per part d'altres organitzacions, agències governamentals, companyies i altres entitats. Aquests estàndards asseguren que les característiques i les prestacions dels productes són consistents, és a dir, que la gent usi aquests productes en els mateixos termes i que aquesta categoria de productes es vegi afectada per les mateixes proves de validesa i qualitat.
ANSI acredita a organitzacions que realitzen certificacions de productes o de personal d'acord amb els requisits definits en els estàndards internacionals. Els programes d'acreditació ANSI es regeixen d'acord amb directrius internacionals quant a la verificació governamental i a la revisió de les validacions.
El 14 de maig de 1918, cinc societats dedicades al món de l'enginyeria i tres agències governamentals van fundar el Comitè Estatunidenc d'Estàndards per a l'Enginyeria (en anglès AESC: American Engineering Standards Committee). Aquest comitè es va convertir més tard, l'any 1928, en l'Associació d'Estàndards Estatunidenc (en anglès ASA: American Standards Association). En 1966, ASA va sofrir una reorganització per convertir-se en l'Institut d'Estàndards dels Estats Units d'Amèrica (en anglès USASI: United States of America Standards Institute). El nom tal com el coneixem actualment va ser adoptat en 1969.